# Hjalmar Halvarsson
Hjalmar Halvarsson, född 4 december 1880 i Los församling, död 20 oktober 1933 i Hamra församling, var en svensk lantbrukare och riksdagsman. 
Hjalmar Halvarsson var lantbrukare i Hamra. Han var riksdagsledamot i första kammaren 1931-1933 för Gävleborgs läns valkrets.